# Manihot davisiae
Manihot davisiae är en törelväxtart som beskrevs av Léon Camille Marius Croizat. Manihot davisiae ingår i släktet Manihot och familjen törelväxter. Inga underarter finns listade i Catalogue of Life.